# Sala Regia
La Sala Regia es una sala estatal en el Palacio Apostólico, en la Ciudad del Vaticano.
Aunque no se presenta como tal, este espacio amplia es realmente una antesala a la Capilla Sixtina, que alcanza a la Scala Regia. A la izquierda de la entrada antiguamente se encontraba el «trono papal», que ahora está en el lado opuesto a la puerta que conduce a la Capilla Paulina. 
La sala se inició bajo el pontificado de Pablo III por Antonio da Sangallo el Joven y se terminó en 1573. La bóveda de cañón es adornada por las impresionantes decoraciones de yeso de Perino del Vaga. Los adornos de estuco sobre las puertas son de Daniele da Volterra.
Las paredes fueron decoradas por Livio Agresti, Giorgio Vasari y Taddeo Zuccari. Los frescos representan trascendentales puntos de inflexión en la historia de la Iglesia, incluyendo el regreso del papa Gregorio XI de Aviñón a Roma, la batalla de Lepanto, el levantamiento de la prohibición de Enrique IV, la reconciliación del papa Alejandro III con Federico Barbarroja y Pedro II de Aragón ofreciendo el Reino al papa Inocencio III.
La sala fue originalmente utilizada para la recepción de príncipes y embajadores reales, de ahí su nombre. Hoy los Consistorios se llevan a cabo en el lugar, y se permiten recitales de música de vez en cuando en presencia del papa; durante el cónclave se utiliza como un espacio para el recorrido de los cardenales. 

## Galería

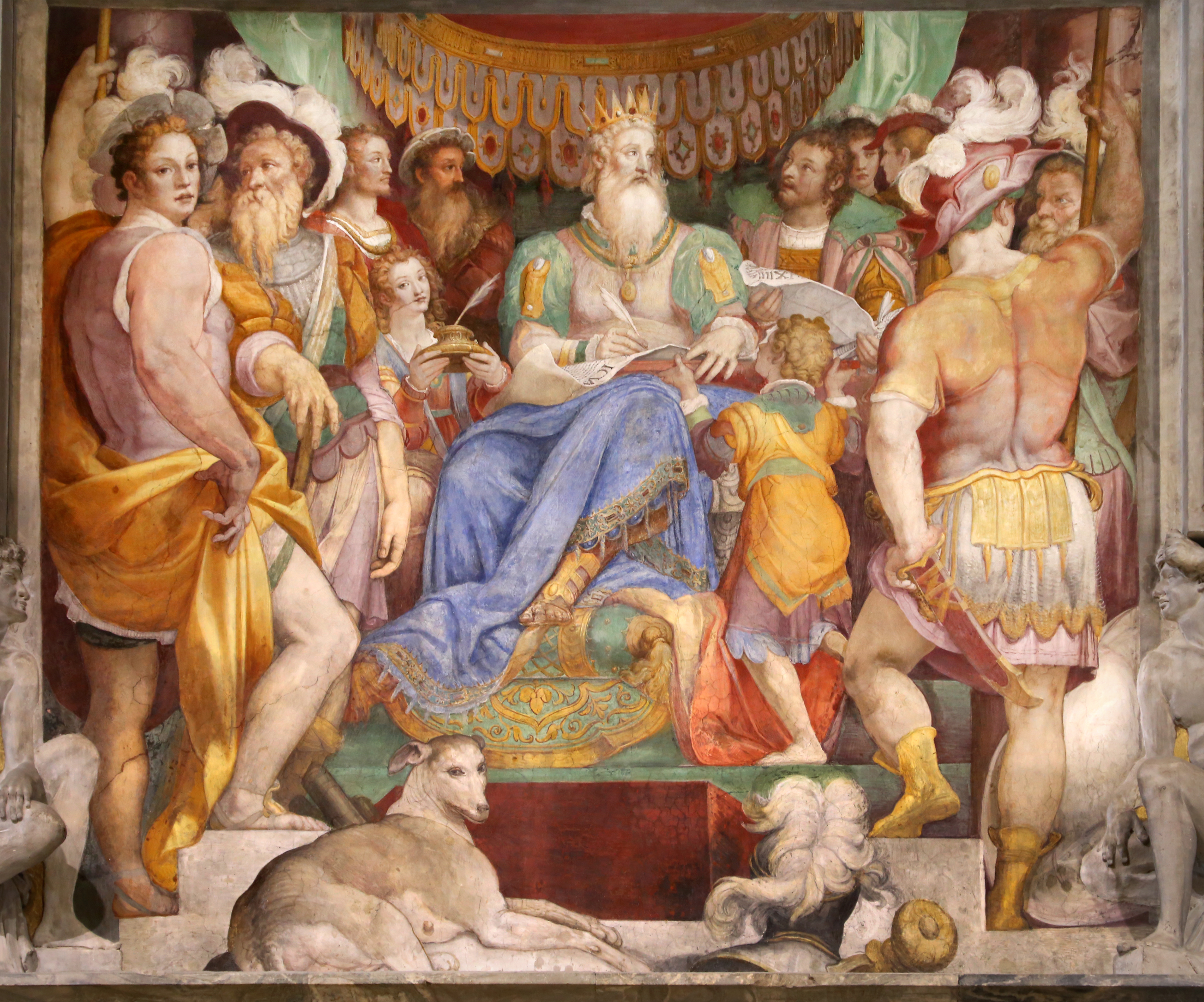
Carlo magno conferma la donazione di Ravenna di Taddeo Zuccari
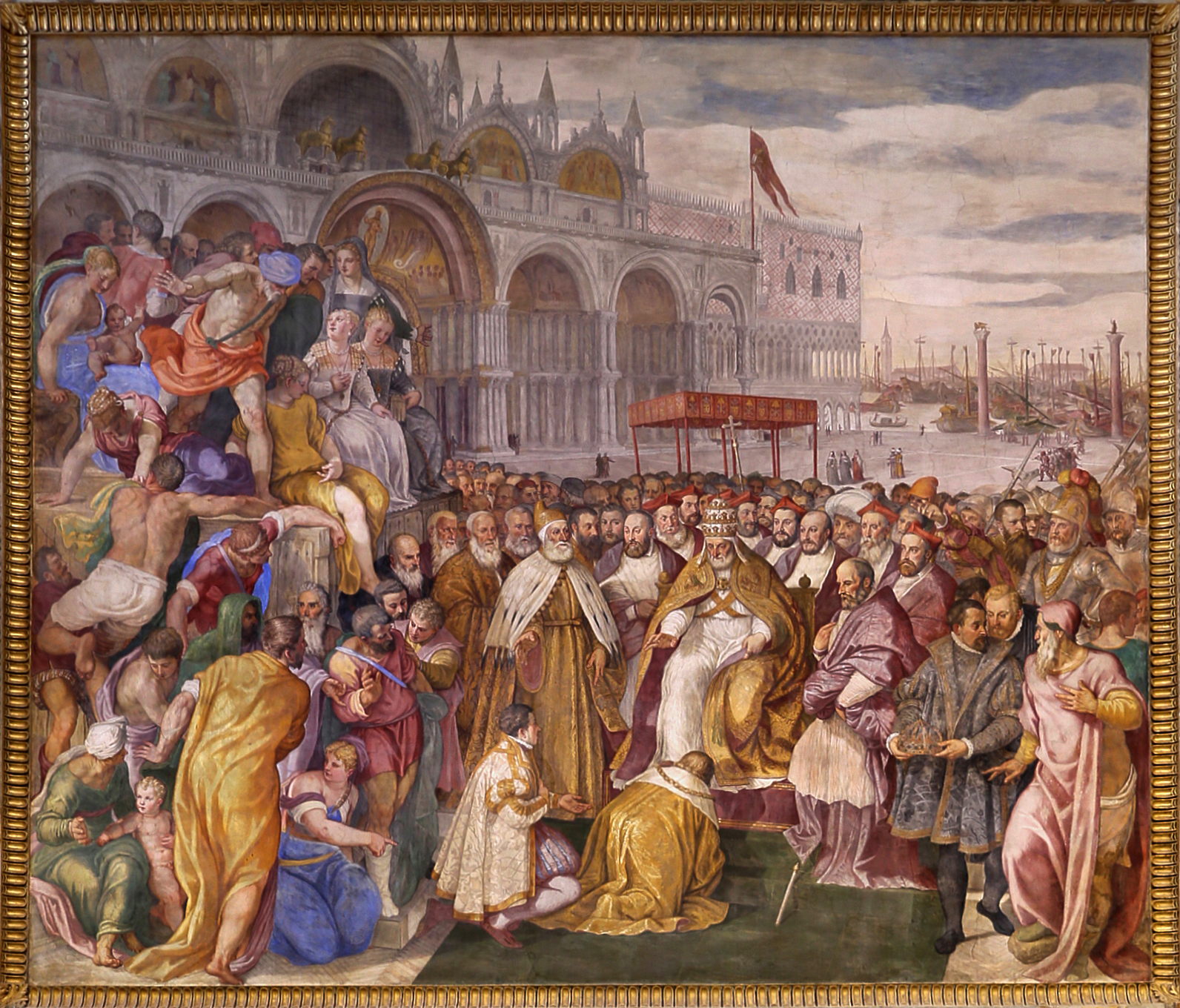
Sottomissione del Barbarossa ad Alessandro III di Francesco Salviati e Giuseppe Porta
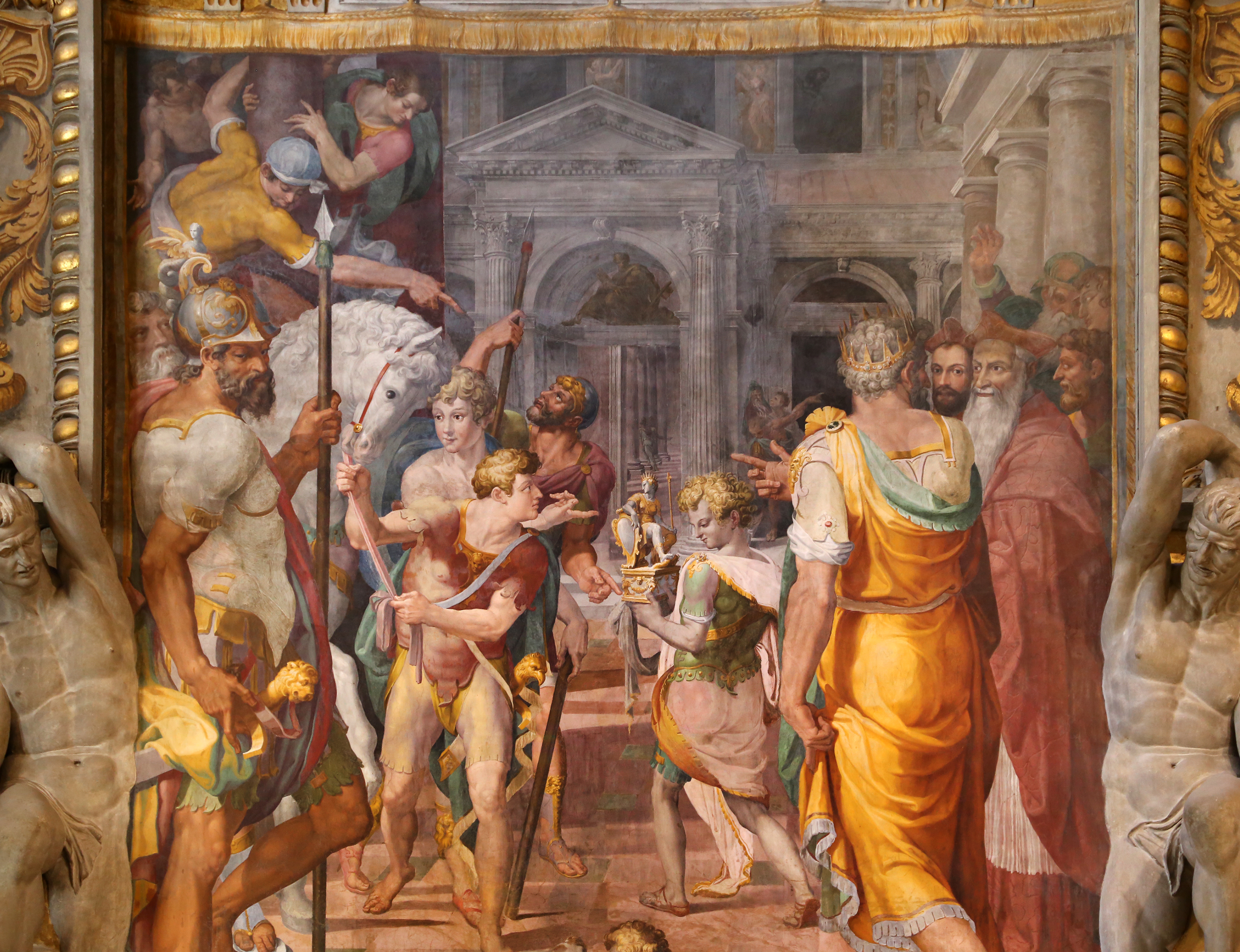
Pietro d'Aragona offre il regno a Innocenzo III di Livio Agresti
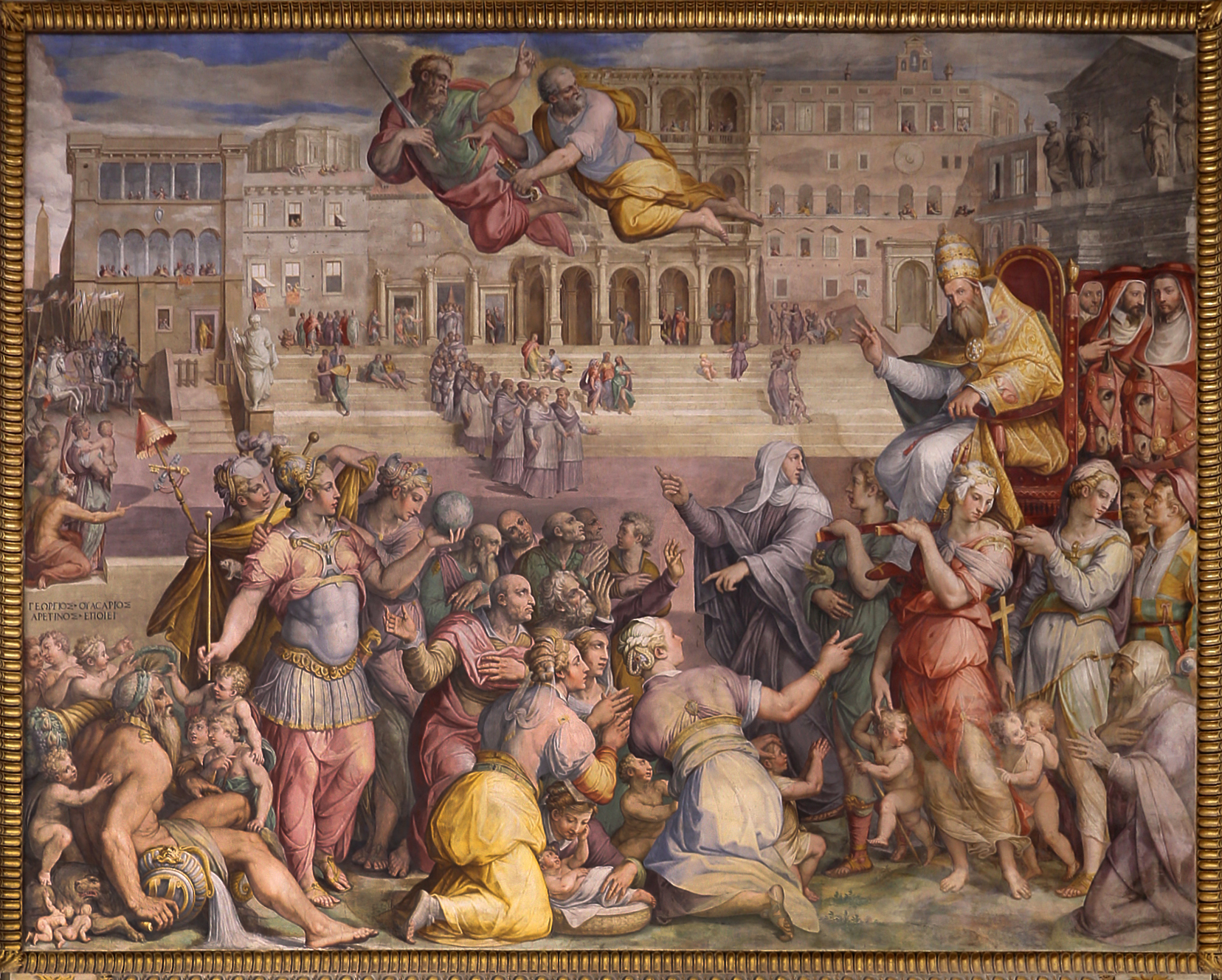
Gregorio XI torna da Avignone di Giorgio Vasari
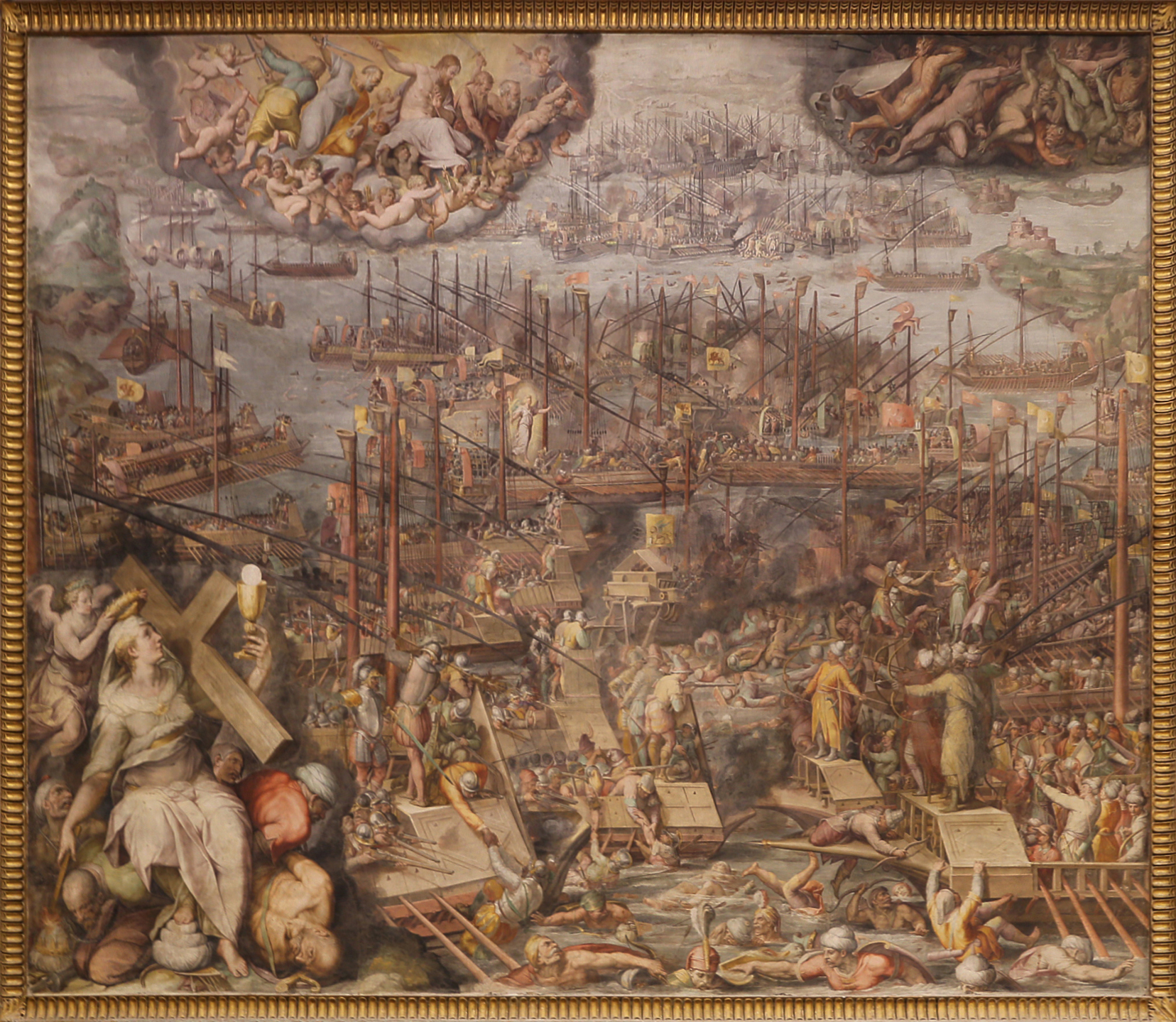
Battaglia di Lepanto di Giorgio Vasari
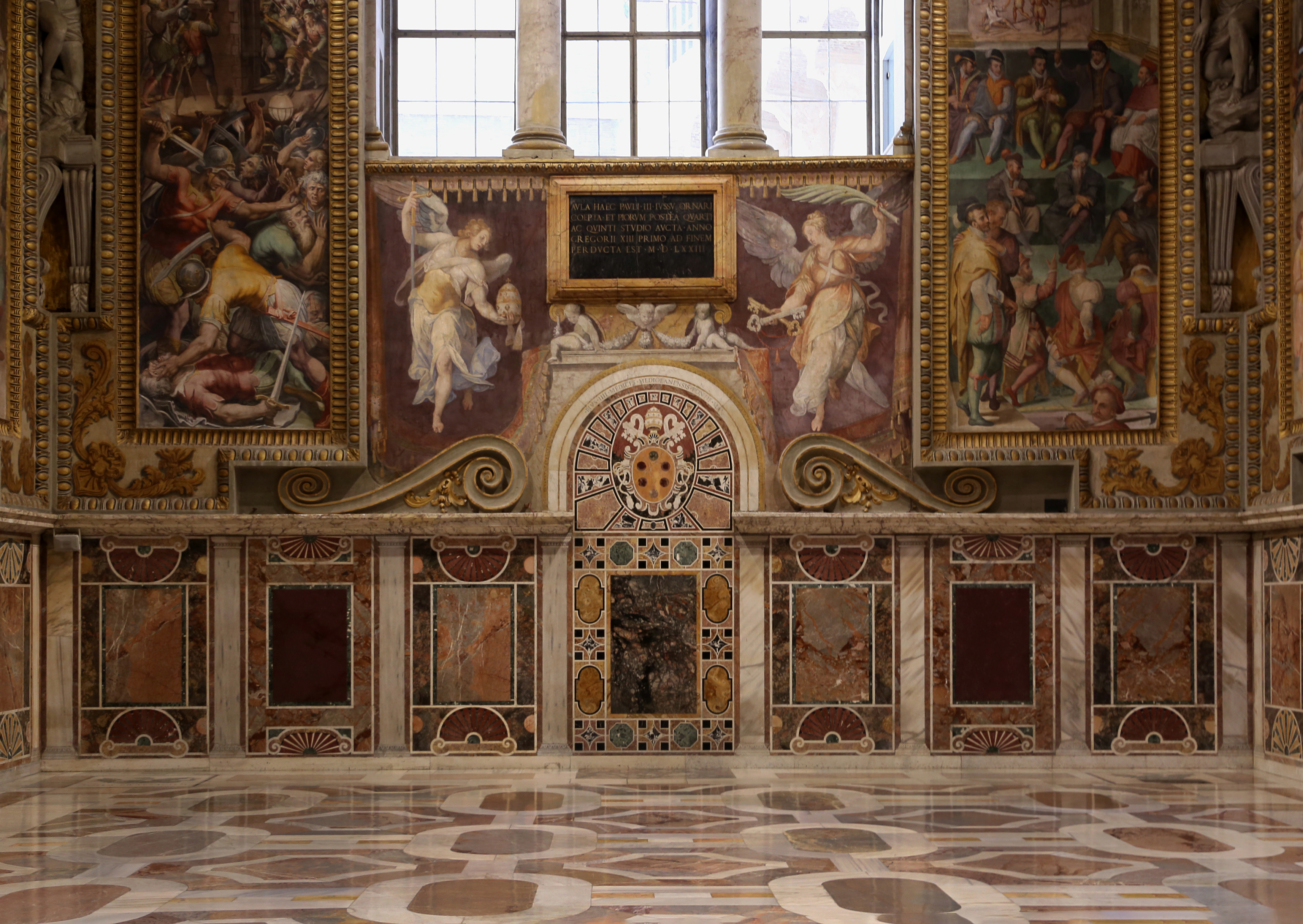
Dipinti e marmi della parete settentrionale
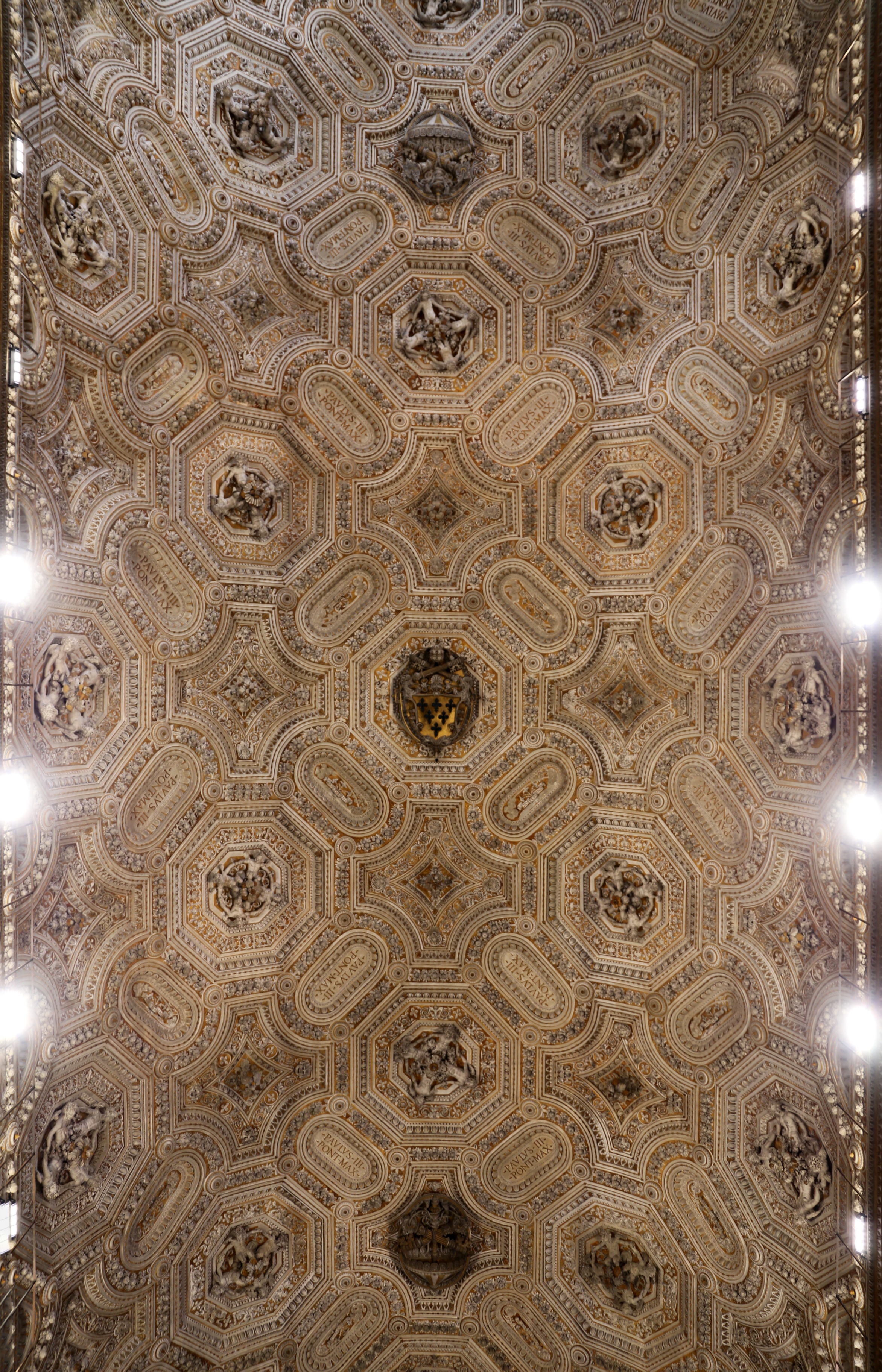
La volta di Perin del Vaga